# Skládaný žolík

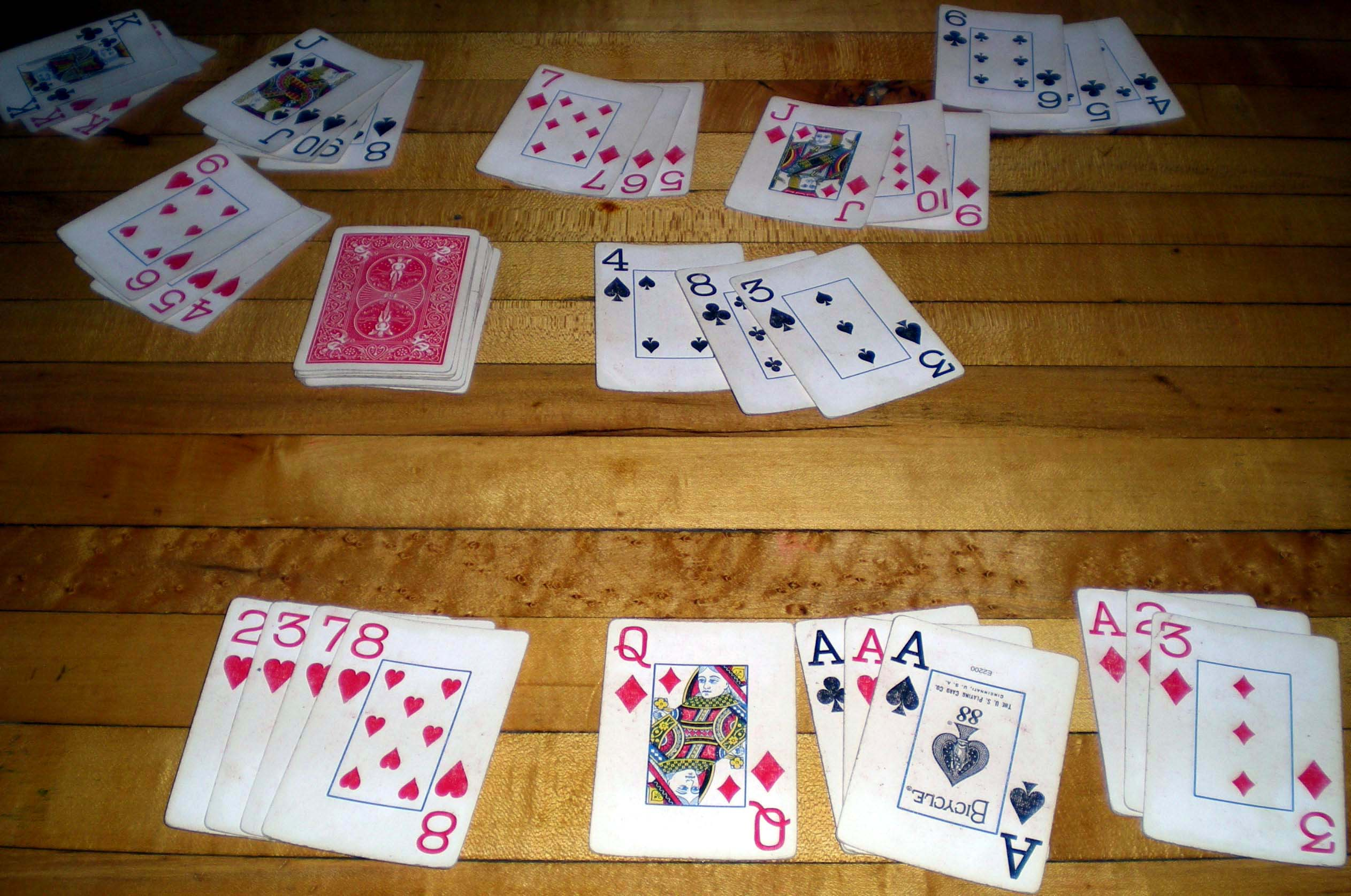
Ukázka vyložených postupek a trojic

Skládaný žolík je karetní hra s žolíkovými kartami určená pro dva až čtyři hráče, kde hraje každý za sebe. Vyhrává ten, kdo se zbaví všech svých karet vyložením v některé povolené kombinaci, což jsou postupky, trojice či čtveřice. 

## Pravidla
Hra je určena pro dva až čtyři hráče. Hraje se s 108 žolíkovými kartami, tedy dvěma sadami francouzských karet plus 4 žolíky v pořadí od nejmenší dvojky k nejvyššímu esu.
Zajímavost a odlišnost této hry od obdobných her Žolíky, Rummy či Autobus  je v nerozdávání karet na počátku. Hráči v kruhu si zpočátku berou jeden po druhém po 1 kartě z talonu, tedy hra musí mít alespoň tři kola. V okamžiku, kdy má hráč tři karty vhodné k vyložení, nemusí brát kartu z talonu, ale karty vyloží. Pokud mu v ruce žádná nezbude, hru tím vyhrál. Žolíkem lze kteroukoliv kartu v sestavě nahradit. Sestavami jsou postupky z karet jedné barvy, nebo trojice (či čtveřice) karet stejné výše, avšak rozdílné barvy.
Obdobně jako v příbuzné hře Autobus (zvané též Amerika) lze vyložené sestavy karet roztrhat a vytvořit sestavy nové, ale vždy poté musí v ruce zůstat o alespoň jednu kartu méně. Přikládat karty k vyloženým může kdokoliv, pokud předtím nějakou sestavu v libovolné velikosti vyložil. Buď vykládám, či beru kartu z talonu, nikoli ve stejném kole obojí.
Hra končí vyložením všech karet jedním hráčem bez uzavírací karty. Pokud se hraje na více kol, ostatním se zapíše počet trestných bodů – karet v ruce a další kolo zahajuje vítěz předchozí hry.